# Germania Judaica
Die Germania Judaica – Kölner Bibliothek zur Geschichte des deutschen Judentums wurde 1959 gegründet. Zu den Mitbegründern gehörte Heinrich Böll. Die Bibliothek ist als eingetragener Verein konstituiert und wird von der Zentralbibliothek der Stadt Köln verwaltet.
Mit einem Bestand von etwa 85.000 Bänden und rund 500 Zeitungen ist sie die größte wissenschaftliche Spezialbibliothek zur Geschichte und Kultur des deutschsprachigen Judentums in Europa. 

## Geschichte
Im Jahr 1959 fand sich in Köln eine Bürgerinitiative zusammen, die nach einem Besuch von Martin Buber im Jahre 1958 den Verein und gleichzeitig die Bibliothek Germania Judaica gründete, um ein wirksames Instrument gegen den immer noch herrschenden Antisemitismus in Deutschland zu schaffen. Buber riet allerdings davon ab, gegen Antisemitismus zu kämpfen, sondern empfahl, eine Sache richtig darzustellen. Dieses Darstellen hat die Bibliothek in das Programm ihrer Arbeit übernommen.
Die Schriftsteller Heinrich Böll und Paul Schallück, der Journalist Wilhelm Unger, der Verleger Ernst Brücher, der Kulturdezernent der Stadt Köln, Kurt Hackenberg, sowie der Chef der Uni-Buchhandlung und Buchhändler Karl Keller, später auch Klaus von Dohnanyi waren der Überzeugung, dass die Öffentlichkeit nur sehr unzureichend über die Geschichte und Kultur des deutschsprachigen Judentums informiert sei und dass Unkenntnis Vorurteile begünstige. Die Schändung der Synagoge in Köln Ende 1959 lieferte einen weiteren Beweis für die Notwendigkeit des Vorhabens.
Die Bibliothek Germania Judaica ist von dem gleichnamigen Forschungs- und Publikationsprojekt zu unterscheiden, das seit 1903 in alphabetischer Ordnung und nach Epochen Artikel zu „allen Ortschaften des deutschen Reiches, an denen von den ältesten Zeiten bis zu den Wiener Verträgen jüdische Ansiedlungen bestanden haben“, erarbeitet und sich deren wissenschaftliche Beschreibung aus den Quellen zum Ziel gesetzt hat.

## Entwicklung
Der Literaturbestand der Germania Judaica bestand zu Beginn aus nur 180 Druckwerken. Die Bibliothek war im Hansahochhaus untergebracht. Seit 1979 befindet sie sich in den Räumen der Stadtbibliothek Köln am Neumarkt. Im Freihandbereich stehen 45.000 Bände; etwa dieselbe Menge befindet sich im Keller-Magazin. Für die Leitung und Geschäftsführung wurden von Anfang an wissenschaftlich qualifizierte, promovierte Kolleginnen berufen. Die Germanistin Jutta Bohnke-Kollwitz leistete seit 1960 als zweite Geschäftsführerin wesentliche Aufbauarbeit. 1984 übernahm die Sozialhistorikerin Monika Richarz die Leitung. Ihr folgte von 1993 bis zu ihrem Tod 2017 die Judaistin Annette Haller. Seit April 2018 wirkt die Historikerin und Judaistin Ursula Reuter als Geschäftsführerin der Germania Judaica.
Aufgrund der öffentlichen Anerkennung wurde die Germania Judaica ab den 1970er Jahren institutionell von der Stadt Köln und dem Land Nordrhein-Westfalen gefördert. Der Jahresetat für Neuerwerbungen im Jahre 2005 betrug gut 9.000 Euro. Seitdem sich das Land Nordrhein-Westfalen 2005 aus der Unterstützung der Bibliothek zurückgezogen hat, wird die Germania Judaica ausschließlich von der Stadt Köln gefördert. Allerdings erwartet die Stadt, dass die Bibliothek zur Finanzierung ihres Bücheretats auch Mittel aus weiteren Quellen einwirbt. Die Germania Judaica wird zudem durch die Beiträge ihrer Mitglieder und durch private Spenden getragen. 2008 konnte die Stelle der Bibliothekarin nach fast vier Jahren wieder besetzt werden.

## Sammelgebiete
Als wissenschaftliche Spezialbibliothek dient die Germania Judaica sowohl Kölner Lesern als auch Forschern aus ganz Deutschland und dem Ausland.
Sie sammelt primär Literatur zur Geschichte der Juden in Deutschland seit der Frühen Neuzeit. Sammelschwerpunkte sind die Lokal- und Regionalgeschichte.
Hinzu kommen als weitere zentrale Sammelgebiete:
- Geschichte des deutschsprachigen Judentums ab der Frühen Neuzeit (Schutzjudentum, Emanzipation, Gemeindegeschichte, Organisation, Biographien, Juden im Nationalsozialismus, Konzentrationslager, Emigration, Exilgeschichte, Juden nach 1945)
- Allgemeine jüdische Geschichte und Kultur (Religion, Kunst, Erziehungswesen, Soziologie, Juden in außerdeutschen Sprachgebieten)
- Zionismus und Palästina/Israel (Zionismus, Palästina, Staatsgründung, Nahostkonflikt, Einwanderung, Siedlungsformen, Kultur, Reiseberichte)
- Antisemitismus (Quellen des Modernen Antisemitismus, Rassismus, Antisemitismustheorien, Abwehrmaßnahmen, Neonazismus)
- Darstellung von Juden in Literatur und Film (Romane, Dramen, Jugend- und Kinderbücher, Sekundärliteratur)
- Deutsch-jüdische Periodica (über 500 verschiedene jüdische Zeitungen und Zeitschriften; aktuelle Zeitungen und Zeitschriften)

## Forschungserhebung
Alle drei Jahre veröffentlicht die Germania Judaica eine Erhebung über die laufende Forschung zur Geschichte des deutschen Judentums und des Antisemitismus in ihren „Arbeitsinformationen“.

## Compact Memory
Die Germania Judaica war an dem DFG-Projekt „Jüdische Periodika im deutschsprachigen Raum“ beteiligt. Im Fachportal Compact Memory werden die wichtigsten deutsch-jüdischen Zeitungen und Zeitschriften bis 1938 kostenfrei online zur Verfügung gestellt.